# Abbaye Saint-Aubert de Cambrai
L'abbaye Saint-Aubert de Cambrai est une ancienne abbaye augustinienne située à Cambrai.

## Histoire
Le monastère est d'abord assujetti à la clôture et à la vie commune. Il se transforme peu à peu en un chapitre séculier, libre de ses premiers liens et affranchi, comme ceux de la cathédrale, de Saint-Géry et de Sainte-Croix à Cambrai. L'évêque Liébert rendit en 1066 une ordonnance qui rétablissait à Saint Aubert la discipline primitive et instituait des chanoines réguliers.

## Abbés

### Abbés réguliers
D'après Le Glay
- 1066 : Guarambert
- 1123 : Wautier
- 1170 : Galland
- ~1181 : Amauri
- 1183-1200 : Hubert ou Herbert
- ~1210-1226 : Barthélemy de Graincourt
- 1233 : Guillaume ou Willaume
- 1301 : Jean
- 1340 : Florent
- 1359-1388 : Nicolas Brassart dit de Saint-Hilaire (†1389), 17e abbé de Saint-Aubert[2]
- 1431-1468 : Jean Le Robert, nommé aussi Jean de Valenciennes (†1468)
- 1469-1493 : Philippe Blocquel (1435-†1504)
- 1521 : Jacques
- 1538-1557 : Michel de Franqueville, premier abbé mitré[3]
- 1578 : Jean Pelet
- ~1596: Jean Cornuaille, 26e abbé

### Abbés commendataires
À partir du Concordat de Bologne, commence la série des abbés commendataires et seigneurs temporels :
- Louis de Berlaymont (1542-1596), archevêque de Cambrai
- 1596-1606 : Antoine de Pouvillon ou Povillon(1560-†1606)[4]
- 1606 : Michel Laccaert
- 1628-1670 : Jérôme Millot
- 1670-1681 : Etienne Vrancx (1617-1681), dit Dom Joseph, cellérier de l'abbaye de Cysoing, nommé maître de l'hôpital Comtesse, le 4 juin 1649, puis abbé d'Eaucourt, abbé de Cysoing de 1655 à 1669, nommé pendant cette période, le 16 janvier 1658, visiteur et proviseur de l'hôpital Comtesse, enfin abbé de Saint-Aubert de Cambrai où il mourut le 18 avril 1681[5].
- 1709 :Joseph Pouillaude (1675-†1732)[4].
- 1732-1747 : Augustin Tahon(†1747)
- 1748-1772 : Bernard Legoeul (†1772)
- 1774-1788 : Jean-François-Marie-Joseph Ysebrant de Lendonck (1724-ca1800)

## Dîmes
Les dîmes pesaient sur des produits très variés tels que les grains, le vin, les fruits des arbres, les petits des animaux, le foin, le lin, la laine, le chanvre, les fromages.
Le chapitre de l'abbaye a le droit de patronage, de présentation à l’évêque et de nomination d'un desservant aux églises ou cures (paroisses) où il percevait aussi les grosses dîmes : Avesnes-le-Sec, Estrées en Arroise, Pronville, Quéant, Saulzoir, Thiant, Wancourt.